# Avegno

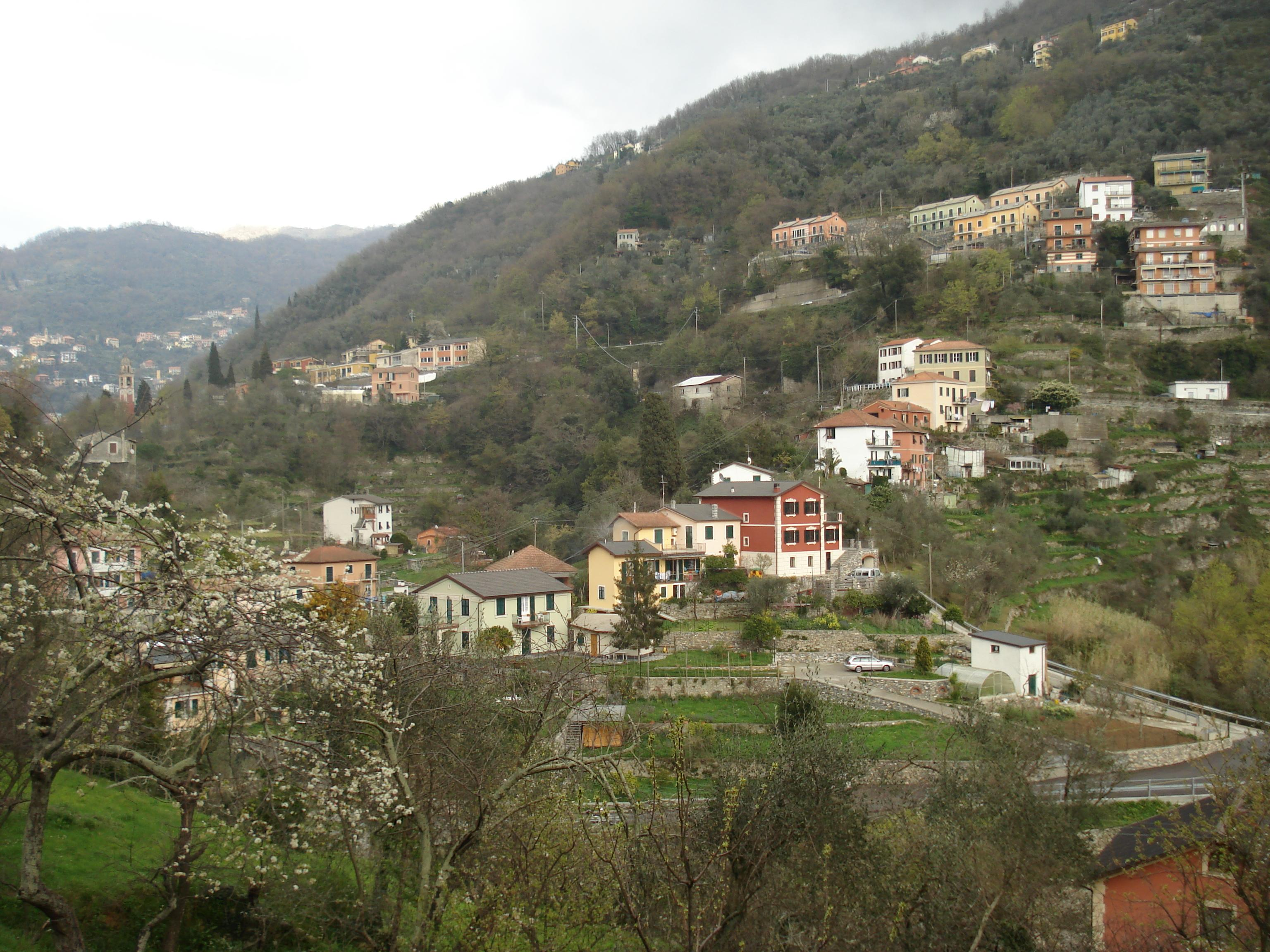
Vista de Avegno

Avegno es una localidad y comune italiana de la provincia de Génova, región de Liguria, con 2.423 habitantes.

## Evolución demográfica
| Gráfica de evolución demográfica de Avegno entre 1861 y 2001 |
|                                                              |
| Fuente ISTAT - elaboración gráfica de Wikipedia              |